# Hôtel Weatherford
Pour les articles homonymes, voir Weatherford.
 (novembre 2019).
L'hôtel Weatherford (en anglais : Weatherford Hotel) est un hôtel américain situé à Flagstaff, dans le comté de Coconino, en Arizona. Cet établissement est installé dans un bâtiment construit en 1898 et inscrit au Registre national des lieux historiques depuis le 30 mars 1978.